# Benedikt Doll
Pour les articles homonymes, voir Doll.
Benedikt Doll, né le 24 mars 1990 à Titisee-Neustadt, est un biathlète allemand, champion du monde de sprint en 2017 à Hochfilzen et vainqueur de deux autres épreuves individuelles de Coupe du monde. Il est le fils du chef et coureur de fond Charly Doll.

## Carrière
Benedikt Doll, courant pour le SZ Breitnau, est sélectionné dans l'équipe nationale pour la première fois en 2008 pour les championnats du monde des moins de 19 ans (jeunes), où il commence par une cinquième place au sprint, avant de remporter le titre sur le relais. En 2008 il passe chez les juniors, avec la même réussite, terminant notamment cinquième, quatrième et dixième dans les épreuves individuelles des Championnats du monde de la catégorie, où il gagne une médaille d'or en relais. Lors des deux éditions suivantes, il est de nouveau vainqueur sur le relais et décroche sa première médaille individuelle en 2011 avec l'argent sur l'individuel.
Vainqueur de l'édition 2011-2012 de l'IBU Cup, il est appelé pour la première fois en Coupe du monde en mars 2012, marquant ses premiers points à Khanty-Mansiïsk. Il obtient son premier podium à Sotchi en mars 2013 lors d'un relais où il est remarqué au niveau individuel avec une sixième place à l'individuel (20 km). En 2015, il est sélectionné pour ses premiers Championnats du monde à Kontiolahti (dixième du sprint notamment), avant de terminer la saison avec deux premiers podiums individuels à Khanty-Mansiïsk.
Il est médaillé d'argent avec l'équipe d'Allemagne en relais aux Championnats du monde 2016, décrochant là sa première médaille mondiale.
En février 2017, aux Championnats du monde d'Hochfilzen, il obtient la médaille d'or sur le sprint en battant Johannes Thingnes Bø de sept dixièmes de seconde. Il remporte ensuite deux médailles de bronze lors des Jeux olympiques 2018 à Pyeongchang (poursuite et relais). 
Deux ans et demi après son titre de champion du monde de sprint, Benedikt Doll signe le 19 décembre 2019 au Grand Bornand un second succès en Coupe du monde sur le même format du sprint devant Tarjei Bø et Quentin Fillon Maillet. Il n'obtient aucun top dix aux Championnats du monde de 2020 individuellement, mais est médaillé de bronze avec le relais.
Le 22 janvier 2022, il s'impose pour la première fois de sa carrière sur le format de la mass-start à Antholz-Anterselva devant les Norvégiens Johannes Thingnes Bø et Sturla Holm Laegreid. Grâce notamment à un 5 sur 5 sur le dernier tir debout, l'Allemand s'offre sa troisième victoire individuelle en Coupe du monde, quelques jours après sa deuxième place obtenue sur le sprint de Ruhpolding. 
Il remporte la quatrième victoire de sa carrière en mars 2023 à Östersund (individuel) et obtient son meilleur classement général final en Coupe du monde (4e de l'exercice 2022-2023 derrière les trois Norvégiens J.T. Bø, Laegreid et Christiansen). 
Il arrête sa carrière à l'issue de la saison 2023-2024 .

## Palmarès

### Jeux olympiques
| Édition / Épreuve | Individuel | Sprint | Poursuite                           | Mass start | Relais                              | Relais mixte |
| ----------------- | ---------- | ------ | ----------------------------------- | ---------- | ----------------------------------- | ------------ |
| Pyeongchang 2018  | —          | 6e     | Médaille de bronze, Jeux olympiques | 5e         | Médaille de bronze, Jeux olympiques | —            |
| Pékin 2022        | 6e         | 8e     | 32e                                 | 8e         | 4e                                  | 5e           |

Légende :
- : première place, médaille d'or
- : deuxième place, médaille d'argent
- : troisième place, médaille de bronz
- — : non disputée par Doll

### Championnats du monde
| Édition / Épreuve       | Individuel                | Sprint               | Poursuite | Mass start | Relais                    | Relais mixte             | Relais mixte simple              |
| ----------------------- | ------------------------- | -------------------- | --------- | ---------- | ------------------------- | ------------------------ | -------------------------------- |
| Kontiolahti 2015        | —                         | 10e                  | 28e       | 16e        | —                         | 6e                       | Épreuve inexistante à cette date |
| Holmenkollen 2016       | 13e                       | 33e                  | 39e       | 18e        | Médaille d'argent, monde  | —                        | Épreuve inexistante à cette date |
| Hochfilzen 2017         | 19e                       | Médaille d'or, monde | 11e       | 9e         | 4e                        | —                        | Épreuve inexistante à cette date |
| Östersund 2019          | 10e                       | 11e                  | 12e       | 8e         | Médaille d'argent, monde  | Médaille d'argent, monde | —                                |
| Antholz-Anterselva 2020 | 12e                       | 14e                  | 29e       | 12e        | Médaille de bronze, monde | 4e                       | —                                |
| Pokljuka 2021           | 8e                        | 39e                  | 31e       | 23e        | 7e                        | —                        | —                                |
| Oberhof 2023            | 5e                        | 55e                  | 15e       | 26e        | 5e                        | 6e                       | —                                |
| Nové Město 2024         | Médaille de bronze, monde | 13e                  | 16e       | 12e        | 4e                        | —                        | —                                |

Légende :
- : première place, médaille d'or
- : deuxième place, médaille d'argent
- : troisième place, médaille de bronze
- — : non disputée par Doll
- : pas d'épreuve

### Coupe du monde
- Meilleur classement général : 4e en 2023.
- 56 podiums : 
  - 21 podiums individuels : 6 victoires, 5 deuxièmes places et 10 troisièmes places.
  - 29 podiums en relais : 2 victoires, 12 deuxièmes places et 15 troisièmes places.
  - 6 podiums en relais mixte : 5 deuxièmes places et 1 troisième place.

Mis à jour le 8 mars 2024

#### Classements par saison
| Saison    | Classement général final | Individuel | Sprint | Poursuite | Mass start |
| 2011-2012 | 83e                      |            | 86e    | 66e       |            |
| 2012-2013 | 66e                      | 29e        | 74e    | 83e       |            |
| 2013-2014 | 50e                      |            | 43e    | 49e       |            |
| 2014-2015 | 21e                      | 50e        | 11e    | 25e       | 18e        |
| 2015-2016 | 8e                       | 17e        | 7e     | 13e       | 7e         |
| 2016-2017 | 11e                      | 15e        | 7e     | 12e       | 10e        |
| 2017-2018 | 9e                       | 28e        | 17e    | 12e       | 3e         |
| 2018-2019 | 7e                       | 34e        | 4e     | 14e       | 5e         |
| 2019-2020 | 8e                       | 7e         | 8e     | 11e       | 10e        |
| 2020-2021 | 14e                      | 19e        | 14e    | 15e       | 9e         |
| 2021-2022 | 8e                       | 18e        | 7e     | 9e        | 7e         |
| 2022-2023 | 4e                       | 2e         | 4e     | 7e        | 10e        |

#### Victoires
| Saison / Épreuve | Individuel | Sprint                    | Poursuite | Mass start | Total |
| 2016-2017        |            | Hochfilzen (Ch. du monde) |           |            | 1     |
| 2019-2020        |            | Le Grand Bornand          |           |            | 1     |
| 2021-2022        |            |                           |           | Antholz    | 1     |
| 2022-2023        | Östersund  |                           |           |            | 1     |
| 2023-2024        |            | Lenzerheide Oberhof       |           |            | 2     |
| Total            | 1          | 4                         | 0         | 1          | 6     |

Mis à jour le 5 janvier 2024

### Championnats d'Europe
- 2 médailles d'or (poursuite en 2013 et relais en 2011).
- 4 médailles d'argent (individuel en 2014, sprint en 2011 (junior) et 2013, poursuite en 2011 (junior)).
- 1 médaille de bronze (relais en 2014).

### Championnats du monde juniors
- 4 médailles d'or (relais en 2008, 2009, 2010 et 2011).
- 1 médaille d'argent (individuel en 2011).

### IBU Cup
- Vainqueur du classement général en 2012.
- 10 podiums individuels, dont 2 victoires.